# Wilhelmine Schwenter-Trachsler
Wilhelmine Albertina Magdalena Schwenter-Trachsler, geb. Wilhelmine Neumann (* 26. Juni 1857 in Husum; † 12. Mai 1916) war eine Schweizer Medizinerin. Sie war die erste Schweizer Dermatologin und eine der ersten Privatdozentinnen.

## Leben und Studium
Wilhelmine Neumann immatrikulierte sich im Sommer 1879 an der Berner medizinischen Fakultät als „Willy Neumann“. 1880 wurde Wilhelmine Assistentin beim Berner Physiologen Gustav Valentin. Dieser Professor hatte sie ausgewählt, da sie – im Gegensatz zu den konkurrierenden Herren – große Handgeschicklichkeit bei der Anfertigung von Präparaten bewies. Im Mai 1881 promovierte Willy Neumann als dritte Naturwissenschaftlerin an der Universität Bern, zwei Jahre später zusätzlich in Medizin. Als 26-Jährige verheiratete sich Dr. phil. Dr. med. Neumann an Weihnachten 1883 mit dem 63-jährigen „Faktotum“ der Berner medizinischen Fakultät, Dr. iur. Johann Jakob Trachsler. Er erkrankte einige Jahre nach der Heirat und wurde von Wilhelmine bis zu seinem Tod 1893 gepflegt.
Nach dem Tode ihres ersten Ehemanns arbeitete Wilhelmine Trachsler-Neumann von 1894 bis Ende 1898 im berühmten dermatologischen Laboratorium von Paul Gerson Unna in Hamburg. Auch hier wurde ihre „vorzügliche Hand“ gelobt und ihre eigenständige Forschung anerkannt. 
1898 heiratete sie ihren früheren Berner Studienkollegen Jakob Schwenter, der – ebenfalls verwitwet – die Sommermonate in Unnas Labor verbracht hatte. Während sich ihr Mann daraufhin in Paris weiterbildete, holte Wilhelmine Schwenter das schweizerische Staatsexamen als Ärztin in Genf nach. 
Ab 1899 arbeitete das Ehepaar zusammen als Spezialärzte für Hautkrankheiten an der Berner Marktgasse, behandelten Kranke im Neuen Schloss Bümpliz und wirkten im Sommer als Kurärzte in Leukerbad. Sie gehörten mit Charles und Henriette Saloz-de Joudra in Genf zu den allerersten Ehepaaren, die in der Schweiz eine Arztpraxis betrieben.

## Karriere und Beruf
Nachdem Ehemann Jakob Schwenter 1903 die venia docendi, die Lehrbefugnis für Dermatologie bzw. Radiologie erhalten hatte, wollte sich Wilhelmine Schwenter-Trachsler ebenfalls habilitieren. Die Berner Fakultät beschied ihr Gesuch abschlägig. Sie hatte eben ein neues Habilitationsreglement erlassen, um den „Schwarm der Privatdozenten“ einzudämmen. Wilhelmine Schwenter berief sich auf das alte, noch gültige Gesetz und nahm sich einen Anwalt. Im Januar 1905 erkämpfte sie sich ihre Habilitation und las im Sommer darauf in ihrem ersten Kolleg über ausgewählte Kapitel aus der Dermatologie. Einen bezahlten Lehrauftrag blieb ihr ebenso verwehrt wie ihrem Mann das Extraordinariat für Strahlenkunde. Wilhelmine Schwenter war nach Anna Tumarkin und vor Gertrud Woker die zweite weibliche Privatdozentin in Bern. Sie publizierte unter anderem im Archiv für Dermatologie und Syphilis und im Schweizerischen Frauenkalender. Hier befasste sie sich speziell auch mit den Leiden und Krankheiten der Frauen und Kinder.

## Schriften
- Neumann Willy, Ueber quantitative Bestimmung der Harnsäure und die dabei zu berücksichtigenden Fehlerquellen. Diss. phil. II Bern, Bern 1883.
- Neumann Willy, Ueber toxicologische Verschiedenheiten functionell verschiedener Muskelgruppen ein Beitrag zu der Lehre von den Muskelgiften. Diss. med. Bern, Bern 1983
- Unna P. G. und Schwenter-Trachsler Frau Dr. med. et phil., Impetigo vulgaris. In: Monatshefte für praktische Dermatologie, 1899.